# Apropó szerelem
Az Apropó szerelem (eredeti cím: Words and Pictures) 2013-ban bemutatott amerikai romantikus filmvígjáték-dráma, amelyet Gerald Di Pego forgatókönyvéből Fred Schepisi rendezett. A főbb szerepekben Clive Owen és Juliette Binoche látható.
Világpremierje a 2013-as Torontói Nemzetközi Filmfesztiválon volt, 2013. szeptember 7-én. Az Amerikai Egyesült Államokban 2014. május 23-án mutatták be a mozikban. Magyarországon 2015. január 1-jén került mozikba magyar szinkronnal, a Cinetel Kft. forgalmazásában.

## Rövid történet
Egy rajztanár és egy angoltanár rivalizálnak egymással, aminek a vége egy verseny az iskolájukban, ahol a diákok eldöntik, hogy a szavak vagy a képek a fontosabbak.

## Szereplők
| Színész             | Szerep        | Magyar hang    |
| ------------------- | ------------- | -------------- |
| Clive Owen          | Jack Marcus   | Anger Zsolt    |
| Juliette Binoche    | Dina Delsanto | Györgyi Anna   |
| Keegan Connor Tracy | Ellen         |                |
| Bruce Davison       | Walt          | Harsányi Gábor |
| Amy Brenneman       | Elspeth       | Solecki Janka  |
| Adam DiMarco        | Swint         | Timon Barna    |
| Valerie Tian        | Emily         | Csuha Borbála  |
| Navid Negahban      | Rashid        | Fazekas István |
| Janet Kidder        | Sabine        | Ősi Ildikó     |

## Fogadtatás

### Kritikai visszhang
A Metacritic oldalán a film 49%-os értéket kapott, 26 értékelés alapján.

### Bevételi adatok
Az Amerikai Egyesült Államokban 2 171 257, a többi országban 1 175 000 dolláros bevételével a film világszerte összesen 3 346 257 dollárt termelt.